# Minamiyamashiro
Minamiyamashiro (南山城村, Minamiyamashiro-mura) est un village du district de Sōraku, dans la préfecture de Kyoto, au Japon. Il s'agit du seul village de la préfecture.

## Géographie

### Démographie
Au 1er décembre 2014, la population de Minamiyamashiro s'élevait à 2 976 habitants répartis sur une superficie de 64,21 km2.

## Culture du thé

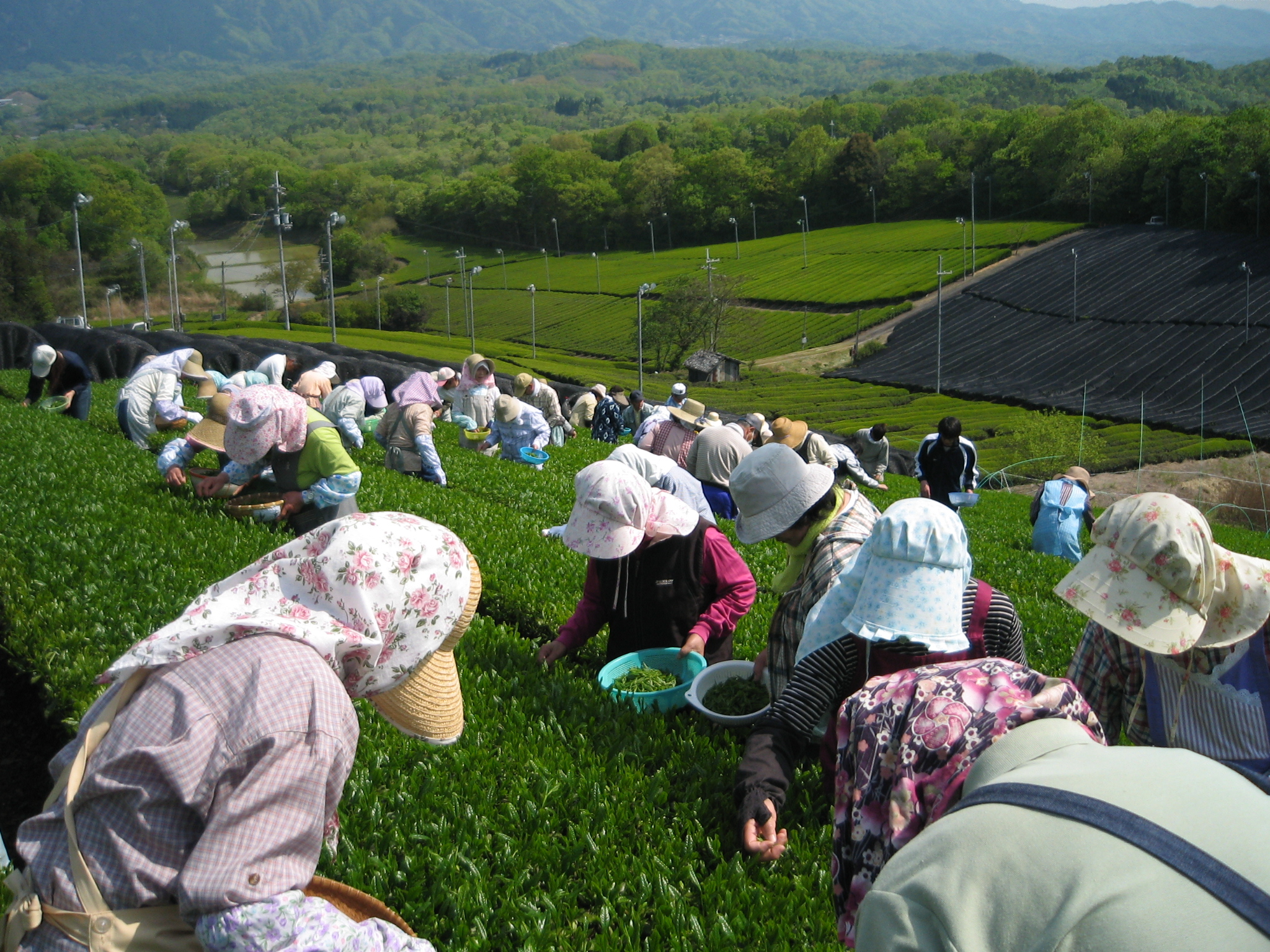
Cueillette du thé vert dans le village de Minamiyamashiro.

Le village de Minamiyamashiro est réputé dans tout le Japon pour sa production de thé vert, notamment la variété d'exception gyokuro,.